# Rathaus Boissy-sous-Saint-Yon

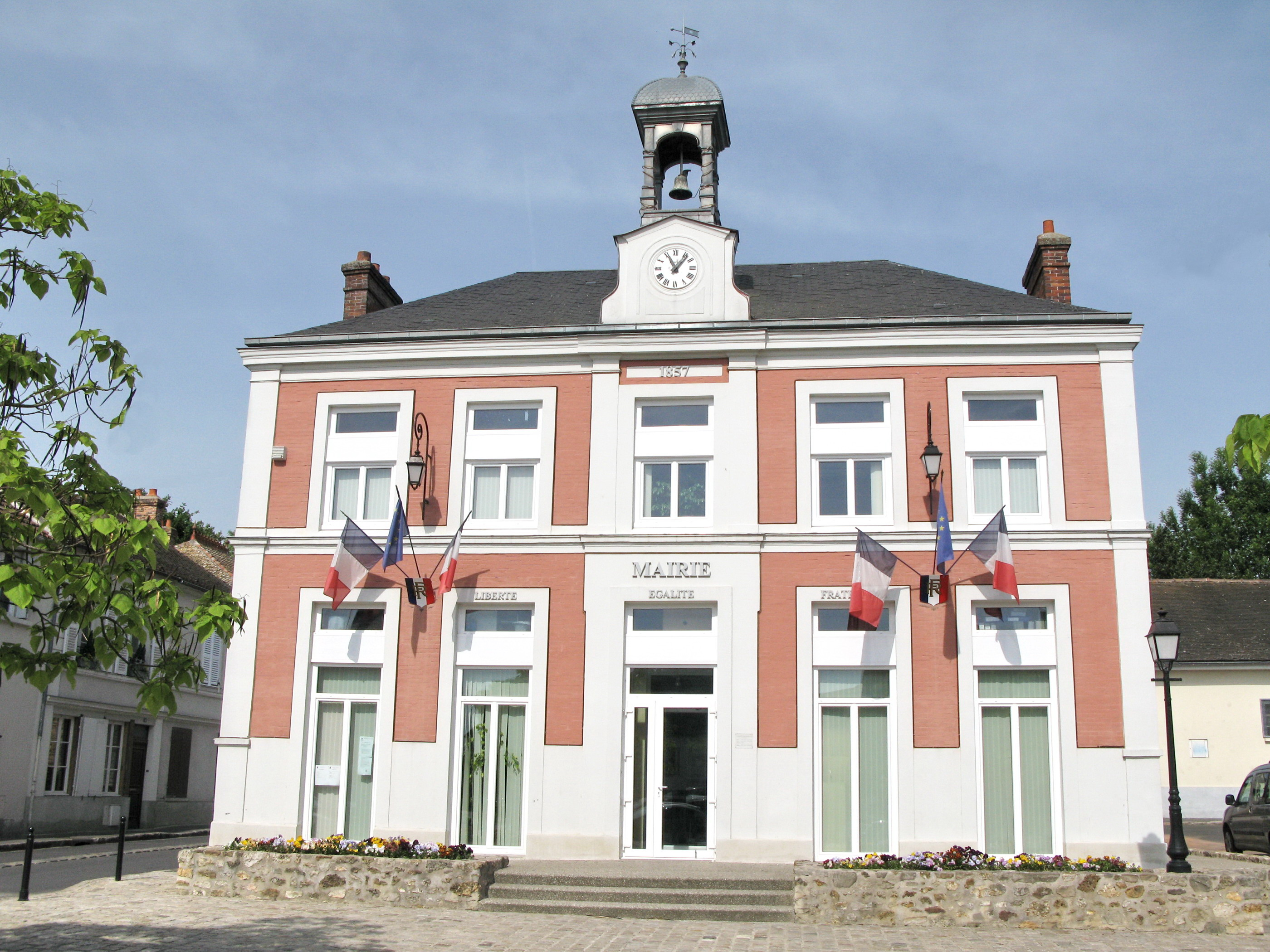
Rathaus in Boissy-sous-Saint-Yon

Das Rathaus (französisch Mairie) in Boissy-sous-Saint-Yon, einer französischen Gemeinde im Département Essonne in der Region Île-de-France, wurde 1857 errichtet. Das Rathaus am Place du Général-de-Gaulle diente lange Zeit auch als Schulgebäude.
Das zweigeschossige Gebäude wurde 1986 durch einen Brand zerstört und danach wieder aufgebaut. Der offene Dachreiter besitzt eine Uhr.